# SMS V 181
V 181 – niemiecki niszczyciel z okresu I wojny światowej. Druga jednostka typu V 180.
Stępkę pod jego budowę położono w 1909 roku, a wodowano go 6 listopada 1909 roku. Budowę ukończono 11 marca 1910 roku.
Służył podczas I wojny światowej. 22 lutego 1918 roku został przemianowany na T 181. 20 sierpnia 1920 roku skreślony z listy floty i przekazany Japonii w charakterze zdobyczy. Został następnie sprzedany na złom w 1922 roku w Dordrechcie.